# Пейдж, Анджелика
Андже́лика Пейдж (англ. Angelica Page), урождённая — Торн (англ. Torn; 17 февраля 1964, Нью-Йорк, Нью-Йорк, США) — американская актриса.

## Биография
Анджелика Торн (фамилия Пейдж при рождении) родилась 17 февраля 1964 года в Нью-Йорке (штат Нью-Йорк, США) в семье актёров Рипа Торна (род.1931) и Джеральдин Пейдж (1924—1987), которые были женаты с 1963 года и до смерти Пейдж в 1987 году. У Анджелики есть два младших брата-близнеца — Энтони Торн и Джонатан Торн (род.1965), а также три сводных сестры по отцу: старшая Данэй Торн (род.1956) от его первого брака с Энн Уэдгеуорт и две младших от его третьего брака с Эми Райт — Кэти Торн (род.1982) и Клэр Торн (род.1992).

## Карьера
Анджелика дебютировала в кино в 1994 году, сыграв роль Руби в фильме «Без дураков». В 1999 году Пейдж сыграла роль миссис Коллинз в фильме «Шестое чувство». Всего она сыграла в 30-ти фильмах и телесериалах.

## Личная жизнь
В 1984—1992 года Анджелика была замужем за Китом Уильямом Бархардтом. У бывших супругов есть двое детей — сын и дочь.
В 1998—2001 года Анджелика была замужем за актёром Тимом Уильямсом (род.1966).